# Obsesja Eve
Obsesja Eve – brytyjski serial telewizyjny emitowany od 8 kwietnia 2018 roku do 10 kwietnia 2022 roku przez BBC America. Jest luźną adaptacją serii opowiadań Villanelle autorstwa Luke'a Jenningsa. 

## Fabuła
Serial opowiada o Eve Polastri, agentce MI5, która ściga Villanelle, seryjną morderczynię. 

## Obsada
- Sandra Oh jako Eve Polastri[2]
- Jodie Comer jako Villanelle / Oksana Astankova[3]
- Fiona Shaw jako Carolyn Martens
- Darren Boyd jako Frank Haleton
- Owen McDonnell jako Niko Polastri
- Kirby Howell-Baptiste jako Elena Felton[4]
- Sean Delaney jako Kenny Stowton
- David Haig jako Bill Pargrave
- Kim Bodnia jako Konstantin Vasiliev

## Odcinki
| Sezon | Odcinki | Oryginalna emisja w BBC America | Oryginalna emisja w BBC America | Oryginalna emisja w HBO 3 | Oryginalna emisja w HBO 3 | Oryginalna emisja w HBO 3 |
| Sezon | Odcinki | Premiera sezonu                 | Finał sezonu                    | Premiera sezonu           | Finał sezonu              |                           |
| ----- | ------- | ------------------------------- | ------------------------------- | ------------------------- | ------------------------- | ------------------------- |
| 1     | 8       | 8 kwietnia 2018                 | 27 maja 2018                    | 1 lipca 2018              | 19 sierpnia 2018          |                           |
| 2     | 8       | 7 kwietnia 2019                 | 26 maja 2019                    | 5 maja 2019               | 26 czerwca 2019           |                           |
| 3     | 8       | 12 kwietnia 2020                | 31 maja 2020                    |                           |                           |                           |
| 4     | 8       | 27 lutego 2022                  | 10 kwietnia 2022                |                           |                           |                           |

### Sezon 1 (2018)
| Nr | # | Tytuł                          | Reżyseria      | Scenariusz           | Premiera w BBC America | Premiera w HBO 3 |
| -- | - | ------------------------------ | -------------- | -------------------- | ---------------------- | ---------------- |
| 1  | 1 | Nice Face                      | Harry Bradbeer | Phoebe Waller-Bridge | 8 kwietnia 2018        | 1 lipca 2018     |
| 2  | 2 | I'll Deal With Him Later       | Harry Bradbeer | Phoebe Waller-Bridge | 15 kwietnia 2018       | 8 lipca 2018     |
| 3  | 3 | Don't I Know You?              | Jon East       | Vicky Jones          | 22 kwietnia 2018       | 15 lipca 2018    |
| 4  | 4 | Sorry Baby                     | Jon East       | George Kay           | 29 kwietnia 2018       | 22 lipca 2018    |
| 5  | 5 | I Have a Thing About Bathrooms | Jon East       | Phoebe Waller-Bridge | 6 maja 2018            | 29 lipca 2018    |
| 6  | 6 | Take Me to the Hole!           | Damon Thomas   | George Kay           | 13 maja 2018           | 5 sierpnia 2018  |
| 7  | 7 | I Don't Want to Be Free        | Damon Thomas   | Rob Williams         | 20 maja 2018           | 12 sierpnia 2018 |
| 8  | 8 | God, I'm Tired                 | Damon Thomas   | Phoebe Waller-Bridge | 27 maja 2018           | 19 sierpnia 2018 |

### Sezon 2 (2019)
| Nr | # | Tytuł                                 | Reżyseria           | Scenariusz                                    | Premiera w BBC America | Premiera w HBO 3 |
| -- | - | ------------------------------------- | ------------------- | --------------------------------------------- | ---------------------- | ---------------- |
| 9  | 1 | Do You Know How to Dispose of a Body? | Damon Thomas        | Emerald Fennell                               | 7 kwietnia 2019        | 5 maja 2019      |
| 10 | 2 | Nice and Neat                         | Damon Thomas        | Emerald Fennell                               | 14 kwietnia 2019       | 12 maja 2019     |
| 11 | 3 | The Hungry Caterpillar                | Lisa Brühlmann      | Emerald Fennell, Henrietta & Jessica Ashworth | 21 kwietnia 2019       | 19 maja 2019     |
| 12 | 4 | Desperate Times                       | Lisa Brühlmann      | Emerald Fennell & D.C. Moore                  | 28 kwietnia 2019       | 26 maja 2019     |
| 13 | 5 | Smell Ya Later                        | Francesca Gregorini | Freddy Syborn                                 | 5 maja 2019            | 2 czerwca 2019   |
| 14 | 6 | I Hope You Like Missionary!           | Francesca Gregorini | Jeremy Dyson                                  | 12 maja 2019           | 9 czerwca 2019   |
| 15 | 7 | Wide Awake                            | Damon Thomas        | Emerald Fennell                               | 19 maja 2019           | 16 czerwca 2019  |
| 16 | 8 | You're Mine                           | Damon Thomas        | Emerald Fennell                               | 26 maja 2019           | 23 czerwca 2019  |

## Produkcja
15 listopada 2016 roku stacja BBC America zamówiła pierwszy sezon.
Pod koniec czerwca 2017 roku obsadzono dwie główne role: Sandra Oh jako Eve Polastri oraz Jodie Comer jako Villanelle/Oksana Astankova.
Na początku września 2017 roku poinformowano, że Kirby Howell-Baptiste dołączyła do serialu.
5 kwietnia 2018 roku stacja  BBC America przedłużyła serial o drugą serię. 10 kwietnia 2019 roku stacja  BBC America przedłużyła serial o trzecią serię.
4 stycznia 2020 roku BBC America zamówiła czwarty sezon. 